# Archives départementales des Pyrénées-Atlantiques
Les archives départementales des Pyrénées-Atlantiques sont un service du conseil départemental des Pyrénées-Atlantiques, chargé de collecter les archives, de les classer, les conserver et les mettre à la disposition du public. 

## Histoire
Les archives départementales des Pyrénées-Atlantiques ont été créées sous la Révolution. Les documents  administratifs sont d’abord conservés dans l’ancien couvent des Cordeliers de Pau, puis dans les locaux de la préfecture, où ils seront rejoints au XIXe siècle par le fonds d’archives de Navarre — également nommé trésor des chartes — et celui de la Chambre des comptes.

## Directeurs
- 1941-1966 : Pierre Bayaud
- Jacques Staes
- Depuis 2019 : Jacques Pons

## Pour approfondir